# Josh Rupe
Joshua Matthew Rupe (né le 18 août 1982 à Portsmouth, Virginie, États-Unis) est un lanceur de relève droitier au baseball. Il a joué dans les Ligues majeures de 2005 à 2011.

## Carrière
Après des études secondaires à la Greenbrier Christian Academy de Chesapeake (Virginie), Josh Rupe suit des études supérieures au Louisburg College où il porte les couleurs des Hurricanes.
Il est drafté le 4 juin 2002 par les White Sox de Chicago au troisième tour de sélection. Il perçoit un bonus de 440 000 dollars à la signature de son premier contrat professionnel le 14 juin 2002.
Encore joueur de Ligues mineures, Rupe est transféré chez les Rangers du Texas le 25 juillet 2003 à l'occasion d'un échange impliquant plusieurs joueurs.
Rupe passe encore deux saisons en Ligues mineures au sein de l'organisation des Rangers avant d'effectuer ses débuts en Ligue majeure le 16 septembre 2005.
Devenu agent libre après la saison 2009, il s'engage chez les Royals de Kansas City le 25 novembre 2009. Rupe entre en jeu pour la première fois avec le maillot des Royals en Ligue majeure le 17 avril 2010.
En 2011, il s'aligne avec les Orioles de Baltimore pour 9 parties. Il est libéré de son contrat en août.
En 2012, Rupe s'aligne avec les Patriots de Somerset, un club de baseball indépendant dans l'Atlantic League.

## Statistiques
| Saison | Équipe      | G  | GS | CG | SHO | V | D | SV | IP    | SO | ERA   |
| ------ | ----------- | -- | -- | -- | --- | - | - | -- | ----- | -- | ----- |
| 2005   | Texas       | 4  | 1  | 0  | 0   | 1 | 0 | 0  | 9.2   | 6  | 2,79  |
| 2006   | Texas       | 16 | 0  | 0  | 0   | 0 | 1 | 0  | 29.0  | 14 | 3,41  |
| 2008   | Texas       | 46 | 0  | 0  | 0   | 3 | 1 | 0  | 89.1  | 53 | 5,14  |
| 2009   | Texas       | 4  | 0  | 0  | 0   | 0 | 0 | 0  | 4.2   | 2  | 15,43 |
| 2010   | Kansas City | 11 | 0  | 0  | 0   | 1 | 1 | 0  | 9.2   | 8  | 5,59  |
| Totaux | Totaux      | 81 | 1  | 0  | 0   | 5 | 3 | 0  | 142.1 | 83 | 5,00  |

Note : G = Matches joués ; GS = Matches comme lanceur partant ; CG = Matches complets ; SHO = Blanchissages ; 
V = Victoires ; D = Défaites ; SV = Sauvetages ; IP = Manches lancées ; SO = Retraits sur des prises ; ERA = Moyenne de points mérités.